# Vanadyl(IV) nitrat
Vanadyl(IV) nitrat là một hợp chất có công thức hóa học là VO(NO3)2 được tạo thành bởi hai hợp chất là vanadyl(IV) sunfat và bari nitrat, hoặc bằng phương pháp khác, tạo hợp chất này từ hai tiền chất là vanadyl(IV) chloride và bạc(I) nitrat. Hợp chất này tồn tại dưới dạng thức bề ngoài là một dung dịch màu dương, không có khả năng kết tinh, thay vào đó tạo ra vanadi(V) oxit khi bay hơi. Một phương pháp khác để làm cho nó như trở thành hợp chất có cấu trúc tháp có màu lục lam là thông qua vanadi(V) oxit, axit oxalic và axit nitric pha loãng ở nhiệt độ 90 °C (194 °F; 363 K). Tuy vậy, dạng rắn của hợp chất này không được xác nhận.